# Anita Layton
Anita T. Layton es una matemática canadoestadounidense que aplica métodos matemáticos computacionales y ecuaciones diferenciales parciales para modelar la función del riñón. Es la Profesora "Robert R. & Katherine B. Penn" de Matemáticas en Universidad Duke, donde también concierta citas en el departamento de ingeniería biomédica y en el departamento de medicina.
Layton nació en Hong Kong, donde su padre era un profesor de matemáticas de escuela secundaria. HIzo sus estudios universitarios en Duke, entrando con el plan de estudiar física pero finalmente cambiando a informática y graduándose en 1994. Fue a la Universidad de Toronto para sus estudios de licenciatura, y completó un Ph.D. allí en 2001. Su disertación,  High-Order Spatial Discretization Methods for the Shallow Water Equations, trataba sobre el modelo numérico de predicción meteorológica, y fue supervisado por Kenneth R. Jackson y Christina C. Christara.
El fin principal de la investigación de Layton es el uso de las matemáticas a sistemas biológicos. Su laboratorio de búsqueda se mantiene con subvenciones de la  Fundación Nacional de Ciencias y los Institutos Nacionales de Salud. Trabaja con fisiólogos y clícnicos para formular modelos computacionales detallados de la función del riñón. Las simulaciones del modelo y las predicciones son entonces utilizadas para entender mejor los efectos de la hipertensión y la tensión sobre la función del riñón y la efectividad de tratamientos terapéuticos noveles. Con Aurélie Edwards, Layton es la coautora de Modelación matemática en la Fisiología Renal (Salmer, Notas de la Conferencia en Modelización Matemática en las Ciencias de la Vida, 2014).
En 2018, Layton fue otorgada la Silla de Búsqueda 150 canadiense, y  se unirá a la Universidad de Waterloo, en el Departamento de Matemáticas Aplicada.